# Viktoria Zaytseva
Viktoria Zaytseva (2007) è una sciatrice alpina statunitense.

## Biografia
Sciatrice polivalente, Viktoria Zaytseva è attiva in competizioni internazionali dal 13 novembre del 2023, quando ha esordito in Nor-Am Cup a Mont-Tremblant in slalom gigante (27ª); ha conquistato il primo podio nel circuito l'11 dicembre 2024 a Panorama in supergigante (2ª). Non ha debuttato in Coppa del Mondo e non ha preso parte a rassegne olimpiche o iridate.

## Palmarès

### Nor-Am Cup
- Miglior piazzamento in classifica generale: 16ª nel 2025
- 2 podi:
  - 1 secondo posto
  - 1 terzo posto